# Chuyến bay 655 của Iran Air

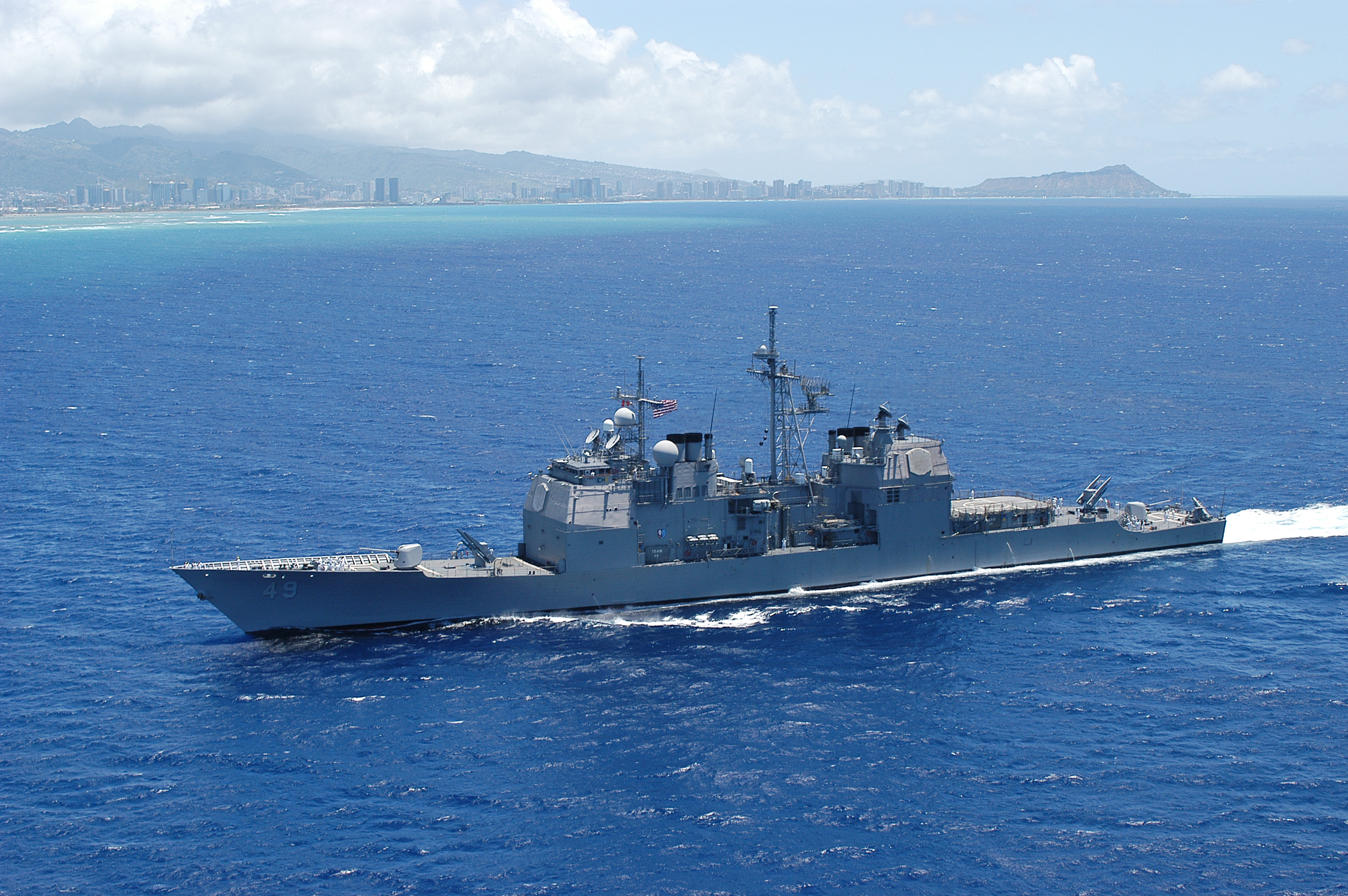
USS Vincennes (CG-49)

Chuyến bay 655 của Iran Air là chuyến bay chở khách của Iran Air từ Tehran đến Dubai. Vào ngày 3/7/1988, khi chiếc máy bay đang bay trên vịnh Ba Tư thuộc lãnh hải Iran thì bị bắn rơi bởi tên lửa đất đối không có tên là SM-2MR bắn ra từ tàu USS Vincennes của Hải quân Hoa Kỳ do William C. Rogers III chỉ huy. Tất cả 290 hành khách và phi hành đoàn đã chết. Tàu Vincennes đã tiến vào lãnh hải Iran sau khi một trong những trực thăng đã nhận được phao hiệu từ các thuyền tốc độ Iran đang hoạt động trong giới hạn lãnh hải Iran.
Năm 1996, chính phủ Hoa Kỳ và Iran đã đạt được một thỏa thuận tại Tòa án Công lý Quốc tế trong đó có tuyên bố "... Hoa Kỳ công nhận sự cố trên không vào ngày 3 tháng 7 năm 1988 là một thảm kịch kinh hoàng của con người và bày tỏ hối tiếc sâu sắc về sự mất mát của cuộc sống gây ra bởi vụ việc..." Là một phần của thỏa thuận, mặc dù chính phủ Hoa Kỳ không thừa nhận trách nhiệm pháp lý hoặc chính thức xin lỗi Iran, họ vẫn đồng ý trả US $ 61,8 triệu đồng trên cơ sở  ex gratia  đến gia đình của các nạn nhân Iran. Vụ bắn nhầm này là thảm họa hàng không nguy hiểm nhất liên quan đến một Airbus A300.

## Bối cảnh
Năm 1984, cuộc chiến giữa Iraq và Iran đã mở rộng bao gồm các cuộc không kích chống lại tàu chở dầu và vận chuyển thương mại của các nước láng giềng, một số trong số đó đã cung cấp viện trợ cho Iraq bằng cách vận chuyển dầu Irac. Chuyến bay 655 xảy ra một năm sau khi Không lực Iraq tấn công tàu khu trục USS Stark của Hải quân Hoa Kỳ vào ngày 17 tháng 5 năm 1987, làm thiệt mạng 37 thủy thủ Mỹ. Các lực lượng hải quân Hoa Kỳ cũng đã trao đổi súng với những chiếc pháo của Iran vào cuối năm 1987, và chiếc USS Samuel B. Roberts của Hải quân Hoa Kỳ đã tấn công một bãi biển ở Iran vào tháng 4 năm 1988. Hai tháng trước khi xảy ra sự kiện Hoa Kỳ đã tham gia Operation Praying Mantis, Dẫn đến việc đánh chìm tàu khu trục Iran Sahand. Do đó, căng thẳng ở eo biển Hormuz tại thời điểm xảy ra sự cố với chuyến bay 655.
Ngày 29 tháng 4 năm 1988, Hoa Kỳ mở rộng phạm vi bảo vệ hải quân cho tất cả các tàu trung hòa thân thiện trong Vịnh Ba Tư bên ngoài các khu vực cấm khai báo, tạo ra giai đoạn cho sự cố bắn hạ.
Để đáp ứng lại kiểu tấn công trên tàu, các Tham mưu Liên quân Hoa Kỳ đã đưa ra một NOTAM vào ngày 8 tháng 9 năm 1987 cảnh báo tất cả các nước vùng Vịnh rằng máy bay dân dụng phải theo dõi tần suất VHF 121,5 MHz gọi là tần số Không An Toàn Quốc tế (IAD) hoặc tần số UHF 234,0 MHz Còn gọi là Tần suất Không quân (Military Air Distress - MAD), và chuẩn bị để xác định mình với các tàu Hải quân Hoa Kỳ và nêu rõ ý định của họ.
Ngày 29 tháng 4 năm 1988, Hoa Kỳ mở rộng phạm vi bảo vệ hải quân cho tất cả các tàu trung hòa thân thiện trong Vịnh Ba Tư bên ngoài các khu vực cấm khai báo, tạo ra giai đoạn cho sự cố bắn hạ. [2] Vào khoảng thời gian đó, USS Vincennes được đưa đến khu vực trên một triển khai ngắn thông báo, như là kết quả của các quyết định cấp cao, để bù đắp cho sự thiếu AWACS bảo hiểm, được cản trở giám sát của miền nam Ba Tư Mỹ Vịnh. Vincennes, được trang bị hệ thống chiến đấu Aegis mới và dưới sự chỉ huy của Đại úy William C. Rogers III,
Vì eo biển Hormuz ở hẹp nhất có chiều dài 21 hải lý (39 km) [15] để vượt qua eo biển, tàu phải ở trong các tuyến đường biển đi qua lãnh hải của Iran và Oman theo các điều khoản chuyển tiếp của tập quán Luật biển. [16] Do đó, các tàu chiến, bao gồm tàu chiến, đi vào hoặc rời khỏi Vịnh Ba Tư để vượt quá lãnh thổ của Iran là điều bình thường. Trong cuộc chiến tranh Iran-Iraq, lực lượng của Iran thường xuyên lên tàu và kiểm tra các tàu hàng trung lập ở Eo biển Hormuz để tìm kiếm hàng lậu bị cho Iraq. Trong khi luật pháp quốc tế được luật pháp, các cuộc thanh tra này đã làm tăng thêm căng thẳng trong khu vực. Vào khoảng thời gian đó, USS Vincennes được đưa đến khu vực trên một triển khai ngắn thông báo, như là kết quả của các quyết định cấp cao, để bù đắp cho sự thiếu AWACS bảo hiểm, được cản trở giám sát của miền nam Ba Tư Mỹ Vịnh. Vincennes, được trang bị hệ thống chiến đấu Aegis mới và dưới sự chỉ huy của Đại úy William C. Rogers III,